# 아키도박테리움균류
아키도박테리움균류(-菌類)는 아키도박테리움균문(Acidobacteria) 또는 산간균문에 속하는 새로운 세균 문의 하나이다. 생리학적으로 매우 다양하며, 여러 곳 특히 토양 속에서 발견되지만, 배양 여부는 아직 알려져 있지 않다.